# Die Känguru-Chroniken (Film)
Die Känguru-Chroniken ist eine deutsche Filmkomödie von Dani Levy über die Figuren des Romans Die Känguru-Chroniken von Marc-Uwe Kling, der selbst das Drehbuch verfasste. Es handelt sich um eine Kombination aus Realfilm und Computeranimation. Der Film kam am 5. März 2020 in die deutschen Kinos.

## Handlung
Als es eines Tages an der Tür des in Berlin-Kreuzberg lebenden Kleinkünstlers Marc-Uwe Kling klingelt, macht er die Bekanntschaft mit einem kommunistischen Känguru, das die Wohnung gegenüber besetzt hat. Da die Polizei nach dem Tier fahndet, entsteht eine für den Anarchisten Marc-Uwe ungewollte Wohngemeinschaft.
Ein Jahr später stellen beide fest, dass der rechtspopulistische Jörg Dwigs, ein Politiker der „Alternative zur Demokratie“ – kurz AzD – und Chef der „Unsere Heimat AG“, das Grundstück des anliegenden Görlitzer Parkes aufgekauft hat und dort seinen Europa-Tower, ein Symbol des Patriotismus, errichten möchte. Wenig später zieht das Duo den Unmut einer Gruppe Neonazis auf sich, die beide bis zu ihrem Haus verfolgen. Das Känguru rennt auf der Flucht den ebenfalls anwesenden Dwigs um und stiehlt ihm dabei seine Autoschlüssel. In der Folge zertrümmern die Neonazis Dwigs’ Auto in der Annahme, es gehöre Marc-Uwe, woraufhin sie in der Schuld des Rechtspopulisten stehen. Zeitgleich entfernt das Känguru von Dwigs’ Autoschlüssel eine Hasenpfote, die für den Politiker von größtem Wert ist, weil sie das letzte Andenken an seinen verstorbenen Vater darstellt.
Als das Känguru und Marc-Uwe zusammen mit weiteren Nachbarn das „Asoziale Netzwerk“ ins Leben rufen und für die Erhaltung des Parks kämpfen, wird Dwigs auf seine Hasenpfote im Besitz des Kängurus aufmerksam. Daraufhin engagiert er die Neonazis und lässt das Känguru sowie Marc-Uwe zusammenschlagen, bis sie sein Eigentum herausgeben. Als beide im Anschluss Dwigs aufsuchen, offenbart ihnen dieser, dass er auch den Abriss ihres Hauses plane.
Durch seinen Psychotherapeuten, ebenso Dwigs’ Therapeut, findet Marc-Uwe die Schwachstelle des Rechtspopulisten heraus: Dwigs hat einige Gutachten fälschen lassen, um so zu verschleiern, dass die Kosten für den Europa-Tower um ein Vielfaches höher sind, als in der Öffentlichkeit bekannt ist. Daraufhin beschließt Marc-Uwe zusammen mit seiner Nachbarin Maria, für die er romantische Gefühle hegt, sich auf eine Feier von Dwigs zu schleichen, um dort an Beweise für den Betrug des Politikers zu gelangen. Durch Einladungen, die das Känguru während des Besuches in Dwigs’ Zentrale gestohlen hat, verschaffen sich Marc-Uwe, das Känguru und Maria Zutritt zur Party. Während der Kleinkünstler mit einem selbst geschriebenen Song die Gäste ablenkt, suchen Maria und das Känguru Dwigs’ Büro auf. Dort können sie geheime Dateien von Dwigs’ Rechner herunterladen, die sich im Nachhinein als vollkommen wertlos herausstellen, während das Känguru es nicht unterlassen kann, die Hasenpfote ein weiteres Mal zu stehlen.
Bei der versuchten Flucht von der Party steuert das Känguru einen Wagen von Dwigs in dessen Pool, weshalb Marc-Uwe von der Polizei festgenommen wird und vorübergehend in Untersuchungshaft muss. Nachdem seine Kaution durch Crowdfunding bezahlt wurde, versammelt sich das „Asoziale Netzwerk“, um die Grundsteinlegung des Europa-Towers zu sabotieren. Nachdem dies gelingt, schickt Dwigs erneut die Neonazis in das Wohnhaus. Während sich die Bewohner verbarrikadieren, findet Marc-Uwe durch Zufall in einem in der Hasenpfote integrierten USB-Stick die belastenden Beweise gegen Dwigs. Maria kann die neugewonnenen Informationen ins Netz stellen, woraufhin Dwigs, seine Schergen und die Neonazis von der Polizei verhaftet werden.
In einer der drei Post-Credit-Szenen wird offenbart, dass die Unsere Heimat AG vom Pinguin gekauft wurde.

## Produktion
Im März 2018 wurde bekannt, dass die von Marc-Uwe Kling verfasste Textsammlung Die Känguru-Chroniken verfilmt werden und ursprünglich im Verlaufe des Jahres 2019 in die Kinos kommen sollte. Während Kling selbst für das Drehbuch verantwortlich ist, übernahm Dani Levy die Regie. Dieser äußerte sich in einem Interview, er habe sich vor seiner Verpflichtung nur teilweise mit der zugrundeliegenden Geschichte befasst; es seien seine Kinder gewesen, die ihn letztendlich zu dem Regieposten überredet hätten. Seine Aufgabe sei auch gewesen, die wie aus Sketchen bestehende, „völlig anekdotisch[e]“ Geschichte von Kling in eine filmische Handlung zu verwandeln. Letztendlich sei die Arbeit am Film eine für ihn „sehr nützliche Erfahrung“ gewesen. Als Produktionsfirma war X Filme Creative Pool, die für den Vertrieb mit Warner Bros. zusammenarbeitete, und als Co-Produzent das ZDF tätig. Zudem erhielt das Filmprojekt 800.000 Euro Produktionsförderung vom Medienboard Berlin-Brandenburg sowie weitere Fördermittel des Deutschen Filmförderfonds, der Mitteldeutschen Medienförderung, der Filmförderungsanstalt, der Beauftragten für Kultur und Medien und des FilmFernsehFonds Bayern.
Das gesamte Budget des Films belief sich laut Levy auf 11 Millionen Euro.
Am 26. September 2018 begannen die Dreharbeiten in Berlin und Umgebung. Zeitgleich wurde die Besetzung des Films, darunter Volker Zack, Dimitrij Schaad, Rosalie Thomass, Carmen-Maja Antoni, Henry Hübchen, Tim Seyfi, Adnan Maral, Bettina Lamprecht und Oskar Strohecker, bekanntgegeben. Das titelgebende Känguru wurde von Marc-Uwe Kling selbst gesprochen, während Zack am Set Motion Capture praktizierte. Dafür trug er einen speziellen Anzug mit Sensoren, der auch über einen Schwanz verfügte, um auf den Abstand zu umliegenden Objekten zu achten. Zudem musste Zack gebückt gehen und Rücksicht auf die kleinen Arme eines Kängurus nehmen. Später wurde mit seiner Vorlage das Känguru vom deutschen VFX-Studio Trixter animiert. Dafür entwarf Regisseur Levy zuvor fünfzig verschiedene Gesichtsausdrücke, mit denen jede Szene in Bezug auf Gestik und Mimik des Kängurus geplant wurden. So wurde es den Animationen erleichtert, möglichst genau die Vorstellungen von Levy umzusetzen. Am 20. November 2018 wurden die Dreharbeiten beendet.
Im Oktober 2019 wurde der deutsche Kinostart auf den 5. März 2020 datiert. Am 15. November 2019 erschien ein erster 50-sekündiger Teaser, der Trailer folgte am 11. Dezember 2019. Aufgrund der COVID-19-Pandemie und den damit verbundenen bundesweiten Kinoschließungen nur wenige Tage nach dem Kinostart ist der Film bereits seit dem 2. April 2020 digital erhältlich, wobei ein Teil der Downloadeinnahmen an Kinos gespendet werden soll. Mit der Wiederöffnung der Lichtspielhäuser wurde der Film erneut vorgeführt, wobei ab dem 2. Juli 2020 unter dem Titel Die Känguru-Chroniken Reloaded auch eine Version mit einer 3D-Szene veröffentlicht wurde.

## Rezeption

### Altersfreigabe
In Deutschland erhielt der Film von der FSK eine Freigabe ohne Altersbeschränkung. In der Begründung heißt es, die Geschichte sei in heiterer Atmosphäre und hellen Bildern, mit vielen Überzeichnungen und Slapstickeinlagen sowie satirischen Dialogen erzählt. Gut und Böse seien dabei leicht zu unterscheiden. Vereinzelte bedrohliche Momente könnten kleinere Kinder zwar kurzfristig irritieren, da sie aber schnell wieder harmonisch aufgelöst werden würden, entfalteten sie keine nachhaltig überfordernde Wirkung. Der stets klar erkennbare komödiantische Tonfall und das animierte Känguru, das als heiterer Held Orientierung gebe, böten schon den Jüngsten genug Entlastung.

### Kritiken
Die Känguru-Chroniken wurde Anfang Januar 2020 in die Vorauswahl für den Deutschen Filmpreis aufgenommen.
Magdalena Pulz von der Süddeutschen Zeitung zieht insgesamt ein positives Fazit. Zwar übernehme der Film viele Gags und Handlungselemente aus bereits bekannten Veröffentlichungen Klings und setze dabei zumeist auf Klischees sowie naheliegende Witze, richte sich aber zu keiner Zeit gegen Randgruppen oder bediene Stereotypen. Stattdessen beziehe der mit einem phänomenalen Sprachwitz ausgestattete Film eine klare Position gegen Nazis und den „durchschnittlichen Fremdenhasser“. Besonders gelungen sei die Umsetzung des Kängurus, das nicht zu knuffig animiert sei. Auch Bettina Lamprecht überzeuge mit einem gelungenen Timing für Pointen. Zusätzlich biete das Werk einige filmische Komikmittel sowie etwas Politiktheorie für das jüngere Publikum.
Auch Katharina Zeckau vom Filmdienst steht dem Film sehr positiv gegenüber. Die Känguru-Chroniken bediene sich großzügig an seinen literarischen Vorlagen und biete eine „erstaunlich schlüssige Story“. Dabei übertrage sich der „satirisch-politisch-anarchische Geist“ überraschend gut ins filmische Medium. Auch der absurde Humor von Marc-Uwe Kling werde von Dani Levy kongenial umgesetzt. So gebe es „unfassbar schräge, manchmal tiefsinnige, sehr häufig politische und fast immer höchst komische Debatten“ zwischen den Hauptfiguren, dazu viele gute Ideen, Zitate, Wortwitze und schöne Randdetails. Zudem könne der Film mit liebevoll entwickelten und gespielten Figuren, einer überzeugenden Animation des Kängurus und einigen Reminiszenzen punkten.
Bert Rebhandl kommt in seiner Besprechung in der FAZ zu einem durchwachsenen Urteil. Der Film stolpere eher so dahin, die Liebesgeschichte werde nicht wirklich lebendig und Kostüm, Dekor sowie Locations würden merkwürdig künstlich wirken. Denkwürdig sei vor allem die Szene mit dem Österreicher Paulus Manker, in der deutlich werde, „dass das Metier von Marc-Uwe Kling und seinem Känguru nun einmal der Küchentischdialog ist, das Dialogische in freier, durch äußere Handlung uneinholbarer Assoziation“. So kommt Rebhandl zu dem Schluss, dass der Film hinter die „szenische Reflexivität des Buches“ doch deutlich zurückfalle, da er zu viel auserzählen müsse.
Martin Schwickert von der Rheinischen Post konnte vom Film hingegen nicht überzeugt werden. Laut ihm ist ein gravierender Fehler der Verfilmung, dass der Ich-Erzähler aus der Vorlage in eine Filmfigur umgewandelt wurde, wodurch dessen „lakonische Gedankenwelt“ in unvollständigen Dialogen auf der Strecke bleibe und die „spezifische Ironie“ zu kurz komme. Ebenso sei die Idee des Kängurus als Mitbewohner „in Schriftform wunderbar schräg“, könne auf der Kinoleinwand allerdings nicht überzeugen, wodurch eine eher bemühte als lustige Handlung entstehe. Als Fazit zieht Schwickert, der Film komme an die Qualität der Bücher nicht heran und mutiere zu einer „gemäßigt anarchistischen, moderat unterhaltsamen Kleinkunst-Veranstaltung“.

### Besucherzahlen und Einspielergebnis
Mit 375.000 Kinobesuchern in den ersten vier Tagen nach Kinostart, davon allein 321.000 verkaufte Eintrittskarten am Wochenende, konnte der Film den ersten Platz der deutschen Kino-Charts belegen und gleichzeitig den besten Start eines deutschen Filmes im Jahr 2020 verzeichnen. Nachdem im Zuge der COVID-19-Pandemie in der Folgewoche vermehrt deutschlandweit Lichtspielhäuser geschlossen wurden, konnten Die Känguru-Chroniken am zweiten Wochenende mit gerade einmal 90.000 Besuchern erneut die Spitzenposition der Kino-Charts erreichen, ehe sämtliche Kinos bundesweit für mehrere Monate den Betrieb einstellen mussten. In den folgenden zwei Monaten sahen trotzdem rund 100.000 Personen Die Känguru-Chroniken in Autokinos. Insgesamt verzeichnete der Film 789.358 Kinobesucher, womit er sich auf Platz 9 der erfolgreichsten Filme des Jahres in Deutschland befindet. Dabei konnte er laut Box Office Mojo 5,08 Millionen US-Dollar, rund 4,65 Millionen Euro, einspielen.

### Auszeichnungen
Bayerischer Filmpreis 2020
- Auszeichnung in der Kategorie „Sonderpreis“ (Trixter)[29]

Civis – Europas Medienpreis für Integration 2020
- Nominierung für den „CIVIS Cinema Award“[30]

Deutscher Filmpreis 2020
- Auszeichnung für die Besten visuellen Effekte und Animationen (Jan Stoltz & Claudius Urban)

VES Awards 2021
- Nominierung als Beste animierte Figur in einem Realfilm („Känguru“)[31]

## Fortsetzung
Im Dezember 2020 wurde bekannt, dass eine Fortsetzung zum Film mit dem Titel Die Känguru-Verschwörung produziert wird. Marc-Uwe Kling schrieb gemeinsam mit Jan Cronauer das Drehbuch und übernahm zusammen mit Alexander Berner die Regie. Inhaltlich basiert der von X Filme Creative Pool produzierte Film nicht auf den von Kling veröffentlichten Werken, sondern handelt von einem Road Trip, bei dem Marc-Uwe Kling und das Känguru versuchen, die Mutter von Maria, eine aufstrebende Verschwörungstheoretikerin, zurück auf den Boden der Tatsachen zu holen. Die Känguru-Verschwörung kam am 25. August 2022 in die deutschen Kinos.